# Александрас Абішала
Александрас Абішала (лит. Aleksandras Algirdas Abišala; нар. 28 грудня 1956, Інта) — литовський політик і бізнесмен, двадцять другий прем'єр-міністр Литви. Кандидат фізико-математичних наук.

## Біографія
Народився в Комі, де його батьки перебували на засланні. Повернувся до Литви в 1978 році. Закінчив Вільнюський державний університет, працював в Каунасі. Член «Саюдіс» з 1988. У незалежній Литві займався політикою, був депутатом сейму і міністром без портфеля, з липня по грудень 1992 року прем'єр-міністром країни. В даний час пішов в приватний бізнес і володіє фірмою, яка займається консалтингом.
Вів переговори з Європейським Союзом з питання закриття Ігналінської АЕС. Для цих переговорів йому було присвоєно ранг надзвичайного і повноважного посланника.

## Особисте життя
Одружений, має двох дітей.